# Karol Pádivý
Karol Pádivý, narozen jako Karel Pádivý, (10. září 1908 Dolní Cerekev – 25. září 1965 Trenčín) byl český dirigent, hudební skladatel a pedagog působící na Slovensku.

## Život
Narodil se jako osmé z deseti dětí. Jeho otec byl krejčí, který kromě svého řemesla hrál ve vesnické kapele. Karel se od dětství učil hrát na housle a dechové nástroje. Již ve 14. letech hrál na housle ve vojenské kapele 31. pěšího pluku v Jihlavě. V letech 1926–1928 byl členem vojenského orchestru v Sibiu v Rumunsku. Kromě toho hrál i v místním filharmonickém orchestru, který několik desetiletí vedl Ján Levoslav Bella. V této době začal ve větším měřítku komponovat
V říjnu roku 1928 se stal členem vojenské hudby 17. pěšího pluku v Trenčíně. Od roku 1931 působil jako kapelník hasičské hudby a jako učitel. V roce 1940 se oženil a následujícího roku založil dechový orchestr při francouzské firmě Thiberghien a syn. Roku 1943 založil vlastní firmu v Hronské Dúbravě. V roku 1953 přešel do Slovenského ústředí lidové umelecké tvořivosti v Bratislavě, doplnil si vzdělání na bratislavské konzervatoři a ve vydavatelství Osveta vydal učebnici Zborová škola pre dychovú hudbu (1954). Pracoval pak v Dome kultúry a vzdelávania až do své smrti 25. září 1965.

## Ocenění a vyznamenání
- Od roku 1993 uděluje Slovenský hudební fond Cenu Karola Pádivého za rozvíjení dechové hudby na Slovensku.
- V roce 1999 byl Karol Pádivý zapsán do Zlaté knihy Slovenského ochranného svazu autorského.
- V roku 2004 mu byl prezidentem Rudolfem Schustrem propůjčen Prezidentský kříž in memoriam.
- Každé dva roky se v Trenčíně v září koná prehliadka dechových hudeb pod názvem Pádivého Trenčín.
- Od roku 2003 jsou dvě jeho skladby součástí státního protokolu Slovenské republiky.

## Dílo
Tvorba Karola Pádivého je velmi rozsáhlá a rozmanitá. Zahrnuje pochody, polky, valčíky, intermezza, folklórní fantazie, různé tance a předehry pro dechové orchestry. Celkem zkomponoval okolo 110 skladeb.

### Pochody
- Gräfinger - pochod
- Pochod textilákov
- Pri trenčanskej bráne
- Sibiu - pochod (Spomienka na Sibiň)
- Slovenský pochod (Prvý pochod)
- Vlasti zdar!

### Polky
- Mutěnická polka
- Prvá polka
- Vajnorská polka

### Valčíky
- Pre moju najmilšiu
- Prvý valčík

### Předehry
- Ku slávnosti (Zum Fest)
- Rušaj Junáč Tatier

### Jiné
- Na ihrisku
- Sedliacka
- Slovenský tanec č. 1
- Slovenský tanec č. 2
- Súčanské čardáše
- Veselé preteky

### Instruktivní literatura
- Zborová škola pre dychovú hudbu (Martin, 1954)
- Inštrumentácia pre dychovú hudbu (Martin, 1954)
- Náuka o nástrojoch
- Inštrumentácia pre sláčikový a tanečný orchester